# Justificatie of Deductie
De Justificatie of Deductie (letterlijk: "Rechtvaardiging of Afleiding"), ook wel Deductie van Vrancken genoemd, is een door François Vranck geschreven document dat op 1 oktober 1587 door de Staten van Holland en West-Friesland werd uitgevaardigd. De eigenlijke volledige titel luidt Corte Verthooninge van het Recht by den Ridderschap, Edelen, ende Steden van Hollandt ende Westvrieslant van allen ouden tyden in den voorschreven Lande gebruyckt (ook wel kortweg bekend als Corte Verthooninge).
De Deductie poogde "historisch bewijs" te geven voor de stelling dat de soevereiniteit in de graafschappen Holland en Zeeland lag bij de Staten (de steden en de in ridderschappen verenigde edelen), en niet bij de landsheer. Derhalve konden de Staten van Holland met het Plakkaat van Verlatinghe in 1581 verklaren dat de troon van Filips II als graaf van Holland was "verlaten" en voor zichzelf een nieuwe graaf zoeken. Dat gold ook voor Robert Dudley, de graaf van Leicester, die sinds 6 februari 1586 de landvoogd van de Verenigde Provinciën was, maar in de loop van 1587 steeds meer ruzie kreeg met de Staten van Holland en West-Friesland over de verdeling van taken en bevoegdheden. Dit conflict met Leicester vormde de directe aanleiding voor de Staten om Vranck de opdracht te geven om deze Deductie te schrijven.
Historicus Robert Fruin (1901) beweerde dat de Deductie 'als het ware de grondslag van het oligarchische staatsrecht der Republiek [is] geworden', een stelling die weersproken werd door Pieter Geyl (1957) als 'onvolledig op een wijze die neerkomt op onjuistheid'.

## Achtergrond
Sinds de uitbraak van de Nederlandse Opstand eind jaren 1560 waren er verscheidene vredespogingen gedaan tussen de Nederlandse opstandelingen en de Habsburgse Spaans-Nederlandse regering (vooral de Pacificatie van Gent in 1576, de Unie van Brussel en het Eeuwig Edict in 1577 en het vredesoverleg in Keulen in 1579 waren belangrijk), maar de partijen bleken onverzoenlijk. Begin 1579 scheurden de opstandige krachten uiteen in de koningsgezinde Unie van Atrecht en de Unie van Utrecht, die de strijd wilde voortzetten.
In 1581 verklaarden de, tussen 1578 en 1583 in Antwerpen gevestigde, Staten-Generaal met het Plakkaat van Verlatinghe dat koning Filips II van Spanje voortaan vervallen was van de soevereiniteit van de Nederlanden; dit kwam neer op een onafhankelijkheidsverklaring. Er ontstond een theoretisch machtsvacuüm dat met de moord op Willem van Oranje in 1584 een praktisch machtsvacuüm werd. Vlak voor zijn dood waren de Staten van Holland nog van plan geweest Oranje, die de belangrijkste leider van de Opstand was geweest, tot graaf van Holland te verheffen. Echter, de Staten durfden het nu niet aan om zijn jongere zoon Maurits te verheffen, temeer daar Oranjes oudste zoon, de katholiek gebleven prins Filips Willem, zou worden gepasseerd. Er werd zodoende gekeken naar een buitenlandse vorst als landsheer voor de Nederlanden.

## Aanleiding
De gewesten zochten naar een nieuwe soeverein. De hertog van Anjou was geen succes gebleken en de graaf van Leicester — wiens streven naar een centraal landsbestuur in Utrecht de aan een bepaalde mate van autonomie gewende gewesten niet aanstond — stond op het punt om weer terug naar Engeland te gaan. Johan van Oldenbarnevelt verzocht de pensionaris van Gouda, Vrancken, om een pleidooi te schrijven voor het definitief afschaffen van de positie van de monarch. François Vranck presenteerde zijn pleidooi in juli 1587 voor de Staten van Holland; het document werd op 1 oktober van datzelfde jaar uitgegeven door de Rotterdamse boekverkoper Matthijs Bastiaensz.

## Inhoud van de Deductie (korte bespreking van de 23 alinea's)
1. Het document is opgesteld, gezien de huidige droeve situatie van het land.
2. De oude graven van Holland hebben altijd overleg gepleegd met edelen en steden, voordat zij besloten over oorlog, vrede of het heffen van belastingen. Dit overleg was ook hun wettelijke plicht.
3. De graven hadden in het verleden nooit macht over steden en edelen (de Staten); hun enige inkomen kwam uit hun domeinen. Niettemin was deze staatsvorm een glorieus succesverhaal. Graven genoten een Europees respect, de gewesten Holland en Zeeland zijn nooit in een oorlog verslagen. Alleen Venetië kan ermee vergeleken worden.
4-5. Als een graaf, ingegeven door kwaadaardig advies, ooit eens tegen het landsbelang inging, zorgden redelijke verzoeken (remonstrantiën) vanuit de Staten er wel voor dat de valse adviseurs werden aangepakt. Ook zorgden de Staten voor de voogdij van graven, indien deze minderjarig of krankzinnig waren (bijvoorbeeld bij graaf Willem V).
6. De Bourgondische hertogen respecteerden op hun beurt de rechten van de Staten. De dochter van Karel de Stoute, Maria van Bourgondië, werd onder voogdij van de Staten geplaatst, hoewel de kwaadaardige hertog Maximiliaan (keizer Maximiliaan I) door zijn geweld de hele staatsstructuur in gevaar bracht. Ook keizer Karel V aanvaardde tijdens zijn minderjarigheid de voogdij van de Staten. Diens zoon Filips II was helaas minder meegaand. De huidige problemen vloeien voort uit het feit dat Spaanse legers de staatsvorm ("de Staet van den Lande") willen vernietigen.
7. Koninklijke ambtenaren ("Aghenten vanden Coninck van Spanghien) hebben de autoriteit van de Statenvergaderingen de laatste vijftien jaar structureel gekleineerd.
8-9. De Statenvergaderingen vormen de wettelijke kern van de landsregering. Hun autoriteit vloeit voort uit de macht van de edelen en de steden. De edelen hebben hun stand door afkomst en landbezit; zij vergaderen onderling en adviseren samen met de steden.
10-13. Steden in Holland en Zeeland worden geregeerd door een College van Vroedschappen, bestaande uit de prominentste leden van de burgerij. Dit college bepaalt alles in de stad, hun besluiten worden zonder oppositie gevolgd door de burgers. Jaarlijks wordt in het vroedschap magistraten, burgemeesters en schepenen gekozen.
14-17. Steden en edelen vormen het wezen van de staat ("t'gheele Lichaem vanden Landsaten"); er is geen andere staatsvorm denkbaar die met zo veel autoriteit kan regeren. Als steden en edelen gezamenlijk vergaderen, sturen beide hun meest competente vertegenwoordigers. De vertegenwoordigers spreken nooit op persoonlijke titel ("het Volcke heeft een affkeer van ambitie, is Vyandt van alle ambitieusen"), maar verdedigen altijd bestaande rechten en vrijheden. De vertegenwoordigers zijn verantwoording schuldig aan de Raden die zij vertegenwoordigen.
18-19. Besproken wordt de mogelijkheid dat een vertegenwoordiger van stad of adelstand zich tegen het algemeen belang zou keren. Deze mogelijkheid wordt verworpen.
20. De soevereiniteit van de landen ligt bij de Staten, dat wil zeggen bij "de" Edelen en "de" Steden. Niet bij individuele personen.
21. Edelen en steden staan in het volste recht om soevereine beslissingen te nemen; dit geldt met name voor de beslissingen die tijdens de laatste tumultueuze 15 jaar zijn genomen.
22. Het bewijs is geleverd: steden en edelen ("de Staten") zijn een betere waarborg voor de soevereiniteit van de landen, dan alleenheersers ("de voorgaende Princen deser Landen" - niet alleen Filips II, maar ook de hertog van Anjou en de graaf van Leicester).

## Interpretatie
De Justificatie of Deductie betoogt dat de soevereine macht in de gewesten Holland en Zeeland al honderden jaren berustte bij steden en edelen, die - voor zaken die het lokale belang overstegen - gezamenlijk overlegden en beslisten in de gewestelijke Staten. De Deductie zet zich niet per se af tegen het idee van een Prins, zo lang deze prins de rechten van steden en edelen maar respecteert. Vrancken constateert dat dat sinds Filips II niet meer is gebeurd. In de context van 1587 is de Deductie ook met name gericht tegen de graaf van Leicester, die twee jaar daarvoor door koningin Elizabeth naar Holland was gestuurd als landvoogd. De pogingen van Leicester en Thomas Wilkes (Engels lid van de Raad van State), gesteund door Utrechtse calvinisten, om de stedelijke regenten van Holland en Zeeland te onderwerpen aan zijn centrale gezag vielen erg slecht. De Deductie herinnert er fijntjes aan dat ook "hare Majesteit van Engeland" moet luisteren ("tracteren") naar de "generale staten" in Londen (alinea 20).
Volgens de historicus Pieter Geyl bevat de Deductie een belangrijke extra dimensie. In 1587 werd er binnen de Unie van Utrecht een fel debat gevoerd over de toekomstige staatsinrichting, waarbij Hollandse regenten en radicale Utrechtse calvinisten recht tegenover elkaar stonden. De Utrechtse calvinisten zouden een model voorstaan van volledige volkssoevereiniteit (dat wil zeggen stemrecht voor alle calvinistische mannen). De Hollandse regenten, onder leiding van Johan van Oldenbarnevelt, bepleitten een oligarchische staatsvorm waarbij de macht uiteindelijk altijd zou liggen bij stedelijke elites (en de edelen in het Ridderschap). De Deductie besteedt dan ook veel aandacht aan de (volgens Vrancken wijze en transparante) procedures waarmee burgemeesters, magistraten en schepenen worden gekozen. Vervolgens "bewijst" de Deductie dat deze elites hun bestuurlijke functies nooit kunnen uitbuiten voor eigen particulier gewin, omdat individuele vertegenwoordigers altijd verantwoording schuldig zijn aan de stedelijke vergaderingen waar zij vandaan komen. Een dergelijke staatsvorm zorgt ervoor dat de beste kandidaten op de belangrijkste vertegenwoordigende functies belanden en daar onbaatzuchtig opkomen voor het algemene belang. Volgens deze Deductie zouden de Statenvergaderingen zich hiermee onderscheiden van koninklijke ambtenaren, die veel meer tot corruptie geneigd zouden zijn.
De Deductie gaat niet expliciet in op de positie van de stadhouder, maar de verhoudingen waren duidelijk. De Deductie stelt dat steden en edelen het wezen van de Staat vormen (het gehele lichaam van de Landsaten), en de enige waarborg zijn voor de soevereiniteit van de Landen. Na het afzweren van Filips II en de dood van de hertog van Anjou werden nieuwe stadhouders niet meer benoemd door de landvoogd, maar door de gewestelijke Staten. Maurits zwoer dan ook een eed van trouw aan de Staten van Holland in 1585, en herhaalde deze eed in elk ander gewest waar hij tot stadhouder werd benoemd. Zijn opvolgers Frederik Hendrik en Willem III deden hetzelfde.
In 1588 besloten de opstandige gewesten zich te verenigen in de Republiek der Zeven Verenigde Nederlanden. De Deductie is niet het geboortebewijs van deze Republiek. Het woord "republiek" komt in het document maar één keer voor (als Venetië genoemd wordt). De mogelijkheid van een staatsvorm met een prins wordt nadrukkelijk open gelaten, als deze de autoriteit van steden en edelen zou respecteren. Wel stelt de Deductie dat steden en edelen in volledige autonomie hun beleid moeten kunnen bepalen, waarmee de speelruimte van een eventuele nieuwe vorst tot een minimum beperkt zou worden.

## Verder verloop[relevant?]
Desondanks zou het stadhouderschap van de Oranje-Nassaus nog uiterst belangrijk blijven en soms zelfs monarchale trekjes aannemen. Maurits en Johan van Oldenbarneveldt zouden al in conflict komen tijdens de Bestandstwisten tussen de remonstranten en contraremonstranten, waarbij Maurits tijdens de Synode van Dordrecht (1618-1619) het laatste woord had en Van Oldenbarneveldt liet terechtstellen. Tijdens het Eerste Stadhouderloze Tijdperk (1650-1672/'75) hadden de Staten-Generaal juist alle ruimte om te besturen; deze periode wordt door Ivo Schöffer dan ook betiteld als "de ware republiek".
Bij de Tweede Grote Vergadering in 1716-1717 (tijdens het Tweede Stadhouderloze Tijdperk) kwam de Deductie opnieuw ter sprake, omdat Simon van Slingelandt de Raad van State wilde verheffen tot het centrale bestuursorgaan van de Republiek, wat een herschikking van de verhoudingen met de Staten-Generaal zou inhouden. Van deze plannen kwam echter niets terecht.
In 1747 werd Willem IV van Oranje-Nassau stadhouder van alle Zeven (noordelijke) Nederlanden, en werd zijn stadhouderschap erfelijk verklaard. Dit legde de basis voor het Soeverein Vorstendom der Verenigde Nederlanden in 1813. De politiek van de Republiek stond altijd in het teken van de strijd tussen de prinsgezinden (orangisten), die wilden dat vooral de stadhouder veel macht kreeg, en Staatsen (Loevesteiners), die meenden dat de macht bij de Staten-Generaal moest liggen.